# Picture Yourself Sound School
Picture Yourself Sound School（2006年 - ）は、日本の芸術運動の一つであり、その組織である。音楽プロデューサー、イヴェント・オーガナイザーの葛飾ホックニーがその発起人である。

## 略歴・概要
「Picture Yourself」は、英語で「あなたじしんを思い描け」を意味し、「学校が教えてくれなかったこと」の「すべて」を学ぶ場所であるという意味で、「Sound School」と名づけられた。ザ・ビートルズの『ルーシー・イン・ザ・スカイ・ウィズ・ダイアモンズ』（レノン＝マッカートニー）の冒頭の2語の引用と、計算機科学者のアラン・ケイにインスパイアされた思想であるという。
「DJイヴェント」から始まり、「ヴァラエティライヴショウ」、純然たる「音楽ライヴ」、そして「オムニバス演劇」へと、さまざまな形態のライヴを行なった。また、音楽レーベル「Picture Yourself」を興し、CDの制作・販売も行なった。
参加メンバーが、有名無名を問わず、本業が多彩である。発起人の葛飾ホックニーは、本業が映画プロデューサーでエッセイスト（木村立哉）であり、スズキダイスケは音楽プロデューサー、ライター・編集者であり、遅塚勝一はCMディレクター、DJ CHARLIEはサイエンス・アート研究者、DJ AOMONO YOKOCHO、E.C.DJ郎は編集者である。ほかにもミュージシャン（森若香織、杉山洋介、ミズノマリ、KONTA、加藤キーチ、日野友香、佐藤公彦、林哲司ら）、映画監督（片岡K、山田広野、寿時利夫）、イラストレーター（安斎肇、小田島等）、現代美術家（松蔭浩之、ジョリ・サランヘヨ）、コメディアン（ポカスカジャン、寒空はだから）、コンテンポラリー・ダンス（小浜正寛）と幅広い分野から、多くの人物がこの運動に名を連ねた。
第1回が行なわれた「新宿ゴールデン街」を聖地とするも、歌舞伎町、中野、池袋、渋谷、中目黒、ソウル・西橋洞（en:Seogyo-dong）といった場所でイヴェントを開催した。

## テアトログラフィ
- Picture Yourself Sound School #1 （2006年6月27日、DJイヴェント、新宿ゴールデン街劇場）
出演 葛飾ホックニー、DJ CHARLIE、スズキダイスケ、ジョリ・サランヘヨ、DJ AOMONO YOKOCHO、E.C.DJ郎、空腹ライフセイバー
オーガナイズ 葛飾ホックニー、DJ AOMONO YOKOCHO

- Picture Yourself Sound School #2 （2006年7月30日、DJイヴェント、新宿ゴールデン街劇場）
出演 葛飾ホックニー、DJ CHARLIE、DJ AOMONO YOKOCHO、スズキダイスケ、亜湖派とかほり派（葛飾ホックニー＋遅塚勝一）、加藤キーチ、空腹ライフセイバー
オーガナイズ 葛飾ホックニー、DJ AOMONO YOKOCHO、スズキダイスケ

- Picture Yourself Sound School #3 （2006年9月6日、DJイヴェント、新宿ゴールデン街劇場）
出演 葛飾ホックニー、DJ CHARLIE、スズキダイスケ、亜湖派とかほり派 meets 森若香織、E.C.DJ郎、ジョリ・サランヘヨ、加藤キーチ、空腹ライフセイバー、総帥（角煮）
オーガナイズ 葛飾ホックニー、DJ AOMONO YOKOCHO、スズキダイスケ、オジー（遅塚勝一）

- Picture Yourself Sound School #4 ぎんざNOWは絶快調!! （2006年11月15日、ヴァラエティライヴショウ、新宿ロフトプラスワン）
出演 葛飾ホックニー、スズキダイスケ、亜湖派とかほり派 meets 森若香織、加藤キーチ、日野友香、小泉一郎
オーガナイズ 葛飾ホックニー、スズキダイスケ、オジー（遅塚勝一）

- 加藤キーチ meets 日野友香 （2006年11月24日、音楽ライヴ、大韓民国ソウル・Cafe 空中キャンプ）
出演 加藤キーチ、日野友香
プロデュース 葛飾ホックニー、スズキダイスケ

- 加藤キーチ sings SALLY （2006年12月15日、音楽ライヴ、Shibuya eggman）
出演 加藤キーチ、加藤キーチ sings SALLY Rock'n'Roll Band（山口剛幸、山口幸彦、曽根巧、小泉一郎、佐藤公彦、日野友香）、フカミマドカ、杉山洋介
プロデュース 葛飾ホックニー、スズキダイスケ
アートワーク 小田島等

- Picture Yourself Sound School #5 オールスター新年会 （2007年1月30日、ヴァラエティライヴショウ、中野heavy sick ZERO）
出演 葛飾ホックニー、DJ CHARLIE、スズキダイスケ、フカミマドカ、亜湖派とかほり派 meets 森若香織、ジョリ・サランヘヨ、加藤キーチ、空腹ライフセイバー、沢田王子、総帥、林哲司 with 日野友香
プロデュース 葛飾ホックニー、スズキダイスケ、オジー（遅塚勝一）

- Picture Yourself Sound School #6 Superstar Carnival 俺たちがテレビだ! （2007年3月5日 - 11日、ヴァラエティライヴショウ、池袋小劇場）
出演 亜湖派とかほり派（葛飾ホックニー＋遅塚勝一）、スズキダイスケ、安斎肇、寒空はだか、ウクレレえいじ、KONTA、関根信一、小浜正寛、ミズノマリ、伊藤靖朗、斎藤静香、渡邊文武、ポカスカジャン、てるやひろし、淡谷三治、村島リョウ、ハルカ・オース、杉山洋介、山田広野、松蔭浩之、ジョリ・サランヘヨ、日野友香、野間康介、森若香織、小柳こずえ、主浜はるみ、玉子、ちんどんちゃん、DJきーぽん、窪田あつこ☆座、涼森有羽子、片岡K、沢田王子、ヒビノダラク、小林淳一、フォークシンガー小象、中野将樹、原田裕子、土井よしお
寸劇『タイムスリップ! 一休さん』（スズキダイスケ作、遅塚勝一演出、葛飾ホックニー主演）

- Picture Yourself Sound School #7 Allstar Festival 80年代がやってきた! （2007年4月30日、ヴァラエティライヴショウ、中野heavy sick ZERO）
亜湖派とかほり派、ザ・ポップ・クルセダーズ（葛飾ホックニー＋スズキダイスケ）、DJきーぽん、OH! ルーシー、ヒビノダラク featuring いちこ、寒空はだか、BEATSICK.JP、総帥、林哲司 featuring 日野友香 （フィルムコンサート出演）
プロデュース 葛飾ホックニー、スズキダイスケ、オジー（遅塚勝一）

- 俺たちがドラマだ! （2007年9月13日 - 17日、4話オムニバス演劇、ウディーシアター中目黒）
A面『夏のせいかしら』（柏木美都里脚本、藤井ごう演出）
B面『セクシー・バス・ストップ』（亜湖派とかほり派脚本、遅塚勝一演出）
C面『北国行きで』（寿時利夫脚本・演出）
D面『てぃーんずぶるーす』（桐ヶ谷健太脚本、OTTO演出）

## ディスコグラフィ
- 加藤キーチ『東京バックサイド・ブルース』（Picture Yourselfレーベル、2006年）
プロデュース 葛飾ホックニー、鈴木ダイスケ、ジャケット写真西村彩子

1. 『東京バックサイド・ブルース』 作詞森若香織、作曲編曲杉山洋介
2. 『BALLAD OF "G"』 作詞作曲編曲加藤キーチ
3. 『飛べないエアポート』 作詞日野友香・青木多果、作曲編曲青木多果